# 桑德撞擊坑
桑德撞擊坑（英語：Sander）是一個位於水星卡洛里盆地內的撞擊坑。它的撞擊坑壁是暗色區域，而在它的底部有數個明亮區域。和芭蕉撞擊坑不同的是，它的射紋系統並未完全發展，但在本質上是明亮的。該撞擊坑以德國攝影師奧古斯特·桑德命名。